# Copidognathus crusoei
Copidognathus crusoei är en kvalsterart som beskrevs av Newell 1971. Copidognathus crusoei ingår i släktet Copidognathus och familjen Halacaridae. Inga underarter finns listade i Catalogue of Life.